# بيتر دينيلي
بيتر دينيلي (بالإنجليزية: Peter Dyneley)‏ هو مغني ومغني أوبرا وممثل بريطاني، ولد في 13 أبريل 1921 بهيستينغز في المملكة المتحدة، وتوفي في 19 أغسطس 1977 بلندن في المملكة المتحدة بسبب سرطان.

## أعمال

### أفلام
- (1968) طائر الرعد 6

## وصلات خارجية
- بيتر دينيلي على موقع IMDb (الإنجليزية)
- بيتر دينيلي على موقع ميوزك برينز (الإنجليزية)
- بيتر دينيلي على موقع قاعدة بيانات برودواي على الإنترنت (الإنجليزية)
- بيتر دينيلي على موقع قاعدة بيانات الفيلم (الإنجليزية)